# 福雷斯特
福雷斯特（法語：Foreste，法語發音：[fɔʁɛst]）是法国上法蘭西大區埃纳省的一个市镇，属于圣康坦区。

## 历史
该市镇于1843年由市镇埃鲁埃勒与市镇欧鲁瓦尔-欧比尼被拆分出的欧鲁瓦尔合并而成。

## 地理
福雷斯特（49°48'32"N, 3°5'55"E）面积4.94 平方千米，位于法国上法蘭西大區埃纳省，该省份为法国北部内陆省份，北起北部省，西接索姆省和瓦兹省，东临阿登省和马恩省，西南至塞纳-马恩省，东北部与比利时接壤。
与福雷斯特接壤的市镇（或旧市镇、城区）包括：博瓦韦尔芒杜瓦、杜希、热尔迈讷、维莱圣克里斯托夫、杜伊、于尼莱基佩。
福雷斯特的时区为UTC+01:00、UTC+02:00（夏令时）。

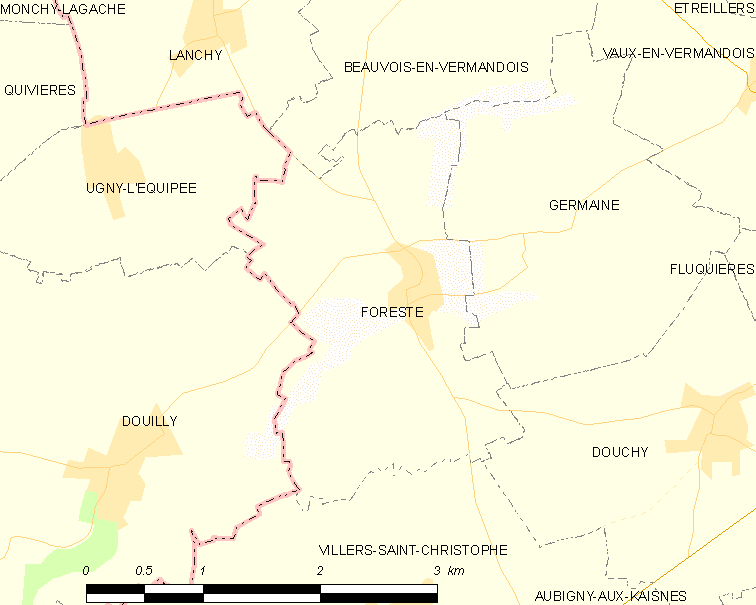
福雷斯特的OSM定位图

## 行政
福雷斯特的邮政编码为02590，INSEE市镇编码为02327。

## 政治
福雷斯特所属的省级选区为圣康坦第一县。

## 人口

1962-2008年间福雷斯特人口变化图示

福雷斯特于2022年1月1日时的人口数量为164人。